# 柳宗民
柳 宗民（やなぎ むねたみ、1927年1月17日 - 2006年2月21日）は、日本の園芸家、園芸評論家。京都府京都市出身。

## 人物
民藝運動の創始者である柳宗悦の三男として京都市にて出生した。
暁星中学校卒業後、栃木県農業試験場助手、東京農業大学研究員を経て、個人育種農園である柳育種花園を経営する。1967年から放送を開始したNHK教育テレビジョン「趣味の園芸」では、レギュラー講師として長年にわたり出演し、人気を集めた。その傍ら、恵泉女学園短期大学園芸生活学科にて隔週1回、家庭園芸を教える。
晩年はテクノ・ホルティ園芸専門学校などで講師を務めた。
2005年頃より膀胱がんとなり闘病していたが、2006年2月21日に死去。79歳没。墓所は小平霊園。

## 著作
- 「シクラメン、プリムラ　冬の室内を彩る鉢花　長く楽しむ栽培と管理」（主婦の友社) 1983年1月
- 「楽しい野菜づくり 図解ハンドブック すぐに始められる手づくり野菜45種 (DO-LIFE GUIDE201 趣味創作シリーズ)」（日本交通公社出版事業局）1985年3月
- 「園芸百花」（筑摩書房）1986年4月
- 「せまくてもわが家は花園」（筑摩書房）1987年4月
- 「草花園芸Q&A」（筑摩書房）1988年3月
- 「オーストラリア・ニュージーランド 花の旅」(筑摩書房）1990年5月
- 「園芸博士の百花歳時記〈春夏編〉」（読売新聞）1992年10月
- 「園芸博士の百花歳時記〈秋冬編〉」（読売新聞）1992年10月
- 「山野草　上手な育て方 (園芸ライフ)」（家の光協会）1994年1月
- 「草花　花壇・プランターでの育て方 (園芸ライフ)」（家の光協会）1994年12月
- 「スイス・アルプスの花（世界・花の旅）」（JTBキャンブックス）1995年8月
- 「山野草　351のトラブル解決法 (園芸Q&A)」（家の光協会）1996年5月
- 「オーストラリアの花（世界・花の旅）」（JTBキャンブックス）1996年10月
- 「園芸は愉しい」（大和書房）1997年9月
- 「NHK趣味の園芸 園芸なんでも相談」（日本放送出版協会）1998年11月※江尻光一、平城好明との共著。
- 「NHK趣味の園芸 よくわかる栽培12か月 ゼラニューム」 (NHK出版）2002年1月※電子書籍版有り。
- 「柳宗民の雑草ノオト」（全2巻、毎日新聞社／新版ちくま学芸文庫）2002年12月
- 「柳宗民の雑草ノオト」（筑摩書房　ちくま学芸文庫）2007年3月
- 「柳宗民の雑草ノオト2」（筑摩書房　ちくま学芸文庫）2009年3月
- 「日本の花」（ちくま新書）2006年3月
- 「定本 柳宗民の雑草ノオト 春」（毎日新聞出版）2019年1月※電子書籍Kindle版有り。
- 「定本 柳宗民の雑草ノオト 夏」（毎日新聞出版）2019年5月※電子書籍Kindle版有り。
- 「定本 柳宗民の雑草ノオト 秋」（毎日新聞出版）2019年8月※電子書籍Kindle版有り。他

| スタブアイコン | サブスタブ | この項目は、まだ閲覧者の調べものの参照としては役立たない、人物に関連した書きかけの項目です。この項目を加筆・訂正などしてくださる協力者を求めています（P:人物伝/PJ:人物伝）。 |